# Ямбулатов, Рустам Зайнулович
Рустам Зайнулович Ямбулатов (род. 10 ноября 1950 года) — советский стрелок, мастер спорта международного класса, чемпион Европы по стендовой стрельбе (1978), серебряный призёр XXII Олимпийских игр в трапе (1980), обладатель Кубка Европы (1981).
Мастер спорта СССР международного класса. Стендовой стрельбой начал заниматься в 1973 г. Серебряный призёр Олимпийских игр (1980 г.). Чемпион мира в командном зачёте (1981 г.). Двукратный серебряный призёр чемпионатов мира в командном зачёте (1979, 1985 гг.). Двукратный чемпион Европы (1979, 1981 гг.). Бронзовый призёр чемпионата Европы. Трёхкратный победитель Кубка Европы. Двукратный серебряный призёр Кубка Европы. Бронзовый призёр Кубка Европы. Бронзовый призёр VIII Спартакиады народов СССР в личном и командном зачётах. Награждён медалью «За трудовое отличие», Почётной грамотой Президиума Верховного Совета Узбекской ССР.
Работал главным тренером сборной команды Кувейта по стендовой стрельбе.